# Waldköcherfliege

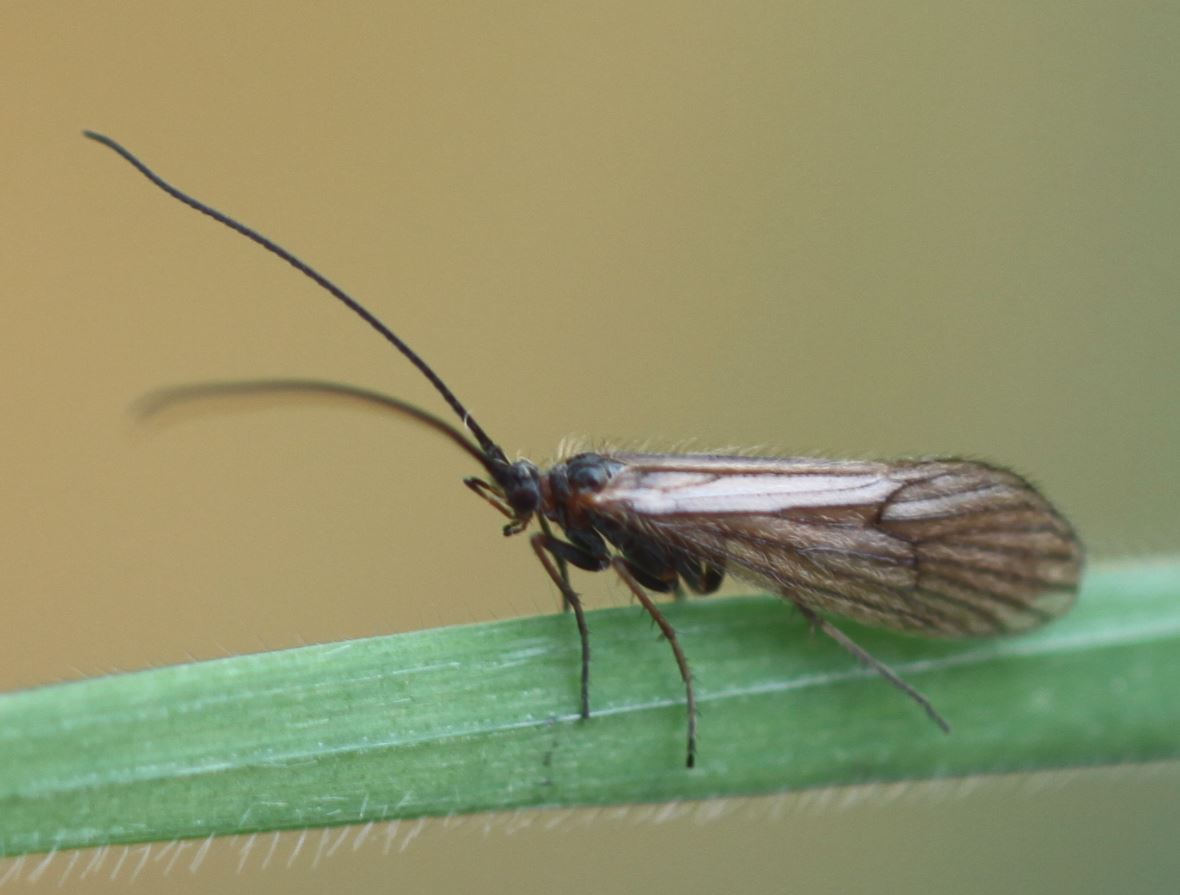
Enoicyla pusilla, Männchen

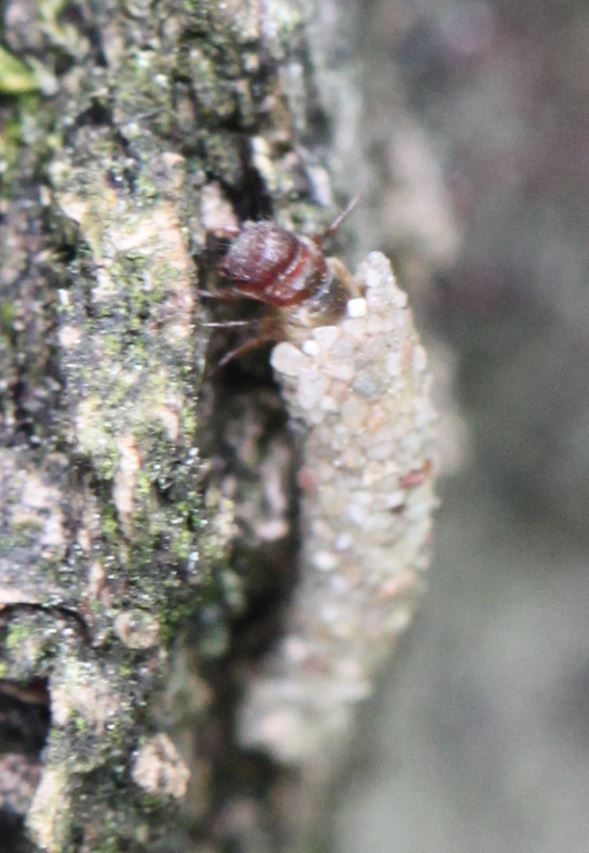
Larve mit ihrem Köcher

Die Waldköcherfliege (Enoicyla pusilla) ist eine Köcherfliege aus der Familie Limnephilidae.

## Merkmale
Die adulten Köcherfliegen besitzen eine Länge von 5–6 mm. Ihr Körper ist dunkelbraun. Sie besitzen lange gerade Fühler. Die Weibchen sind fast flügellos, sie besitzen nur Rudimente der Flügel. Die Männchen besitzen mehr oder weniger stark behaarte Flügel. Die Härchen und Flügeladern sind bräunlich, die Flügel selber transparent. Diese sind in Ruhe dachartig auf den Hinterleib der Tiere gelegt.
Die Larve ist weißlich gefärbt mit brauner Kopfkapsel. Auf der Rückenseite des ersten Rumpfsegments (Pronotum) liegt ein ebenfalls braun gefärbter großer Sklerit, der durch eine feine helle Mittellinie geteilt ist, die eigentlich für die Familie typischen kleinen Sklerite auf dem dritten Segment fehlen. Kopf und Pronotum besitzen eine raue, gekörnte (granulierte) Oberfläche. Das erste Abdominalsegment trägt, wie typisch für gehäusetragende Köcherfliegenlarven, einen großen spitzen Höcker, daneben zwei kleine Seitenhöcker. In Anpassung an die terrestrische Lebensweise fehlen der Larve die bei fast allen anderen Larven der Familie Limnephilidae vorhandenen, schlauchförmigen Tracheenkiemen. Von der Larve von Enoicyla reichenbachii ist die Larve unterscheidbar an der dunkleren Färbung des Kopfes, der fehlenden sekundären Behaarung des Hinterkopfes und Merkmalen der Beborstung (Chaetotaxie). Außerdem besteht der Köcher seltener aus Pflanzenmaterial, häufig vollständig aus Sandkörnern.
Die Larven der Gattung Enoicyla leben terrestrisch und werden gelegentlich für Psychiden- oder Coleophoriden-Säcke gehalten. Die Larven aller anderen mitteleuropäischen Trichoptera-Arten leben dagegen aquatisch. Die Köcher weisen im Maximum (im April) eine Länge von 8–9 mm sowie einen Durchmesser von 1,5–2 mm auf. Sie bestehen aus mit Seide verbundenen Sandkörnern und winzigen Teilchen aus der Laubstreu.
In Mitteleuropa kommt aus der Gattung Enoicyla neben Enoicyla pusilla noch die Art Enoicyla reichenbachii vor.

## Verbreitung
Enoicyla pusilla kommt in der westlichen Paläarktis vor. In Europa reicht ihr Vorkommen von der Iberischen Halbinsel über Italien und Frankreich nach Mitteleuropa und Dänemark. Die Art hat in Mitteleuropa ihre östliche Verbreitungsgrenze, östlich davon wird sie in vikariierender Verbreitung durch ihre Schwesterart Enoicyla reichenbachii ersetzt. Diese Grenze liegt etwa auf der Linie Stettin – Berlin – Südschwarzwald – Vierwaldstättersee. In dem schmalen Kontaktgebiet der beiden Arten kommen sie gelegentlich gemeinsam (sympatrisch) vor.
In England kommt die Art nur in den westlichen Midlands in der Gegend von Wyre Forest vor, wo sie vermutlich von Festlandeuropa eingeschleppt wurde.

## Lebensweise
Die ausgewachsenen Köcherfliegen erscheinen im Herbst. Die Weibchen legen ihre Eier kurz darauf ab. Nach etwa 2–3 Wochen schlüpfen die Larven. Diese durchlaufen 5 Larvenstadien. Die Larven halten sich überwiegend in der Laubstreu und an Baumstämmen auf und sind zwischen Januar und Ende Juli aktiv. Es wurden jährliche Schwankungen in der Populationsstärke beobachtet. Diese sind möglicherweise auf die Witterung (Niederschlag) im Oktober und November zurückzuführen, die Zeit, in welcher die Larven schlüpfen.